# Jacek Zdybel
Jacek Zdybel (ur. 14 lipca 1963 w Gdańsku) – polski malarz, grafik, rysownik, pedagog (prof.) ASP w Gdańsku.

## Życiorys
Urodził się w rodzinie Stanisława i Marianny z domu Nyga, brat Jolanty. Do 1977 uczęszczał do Szkoły Podstawowej nr 37, a następnie do Szkoły Podstawowej nr 67. Maturę zdał w 1984 r. w VI Liceum Ogólnokształcącym. Studiował w PWSSP  (ASP) w Gdańsku. W 1990 r. uzyskał dyplom w Pracowni Malarstwa prof. Hugona Laseckiego. Początkowo asystent (obecnie prowadzący) w Pracowni Malarstwa Ściennego i Witrażu prof. Andrzeja Dyakowskiego. W 1996 r. uzyskał I stopień kwalifikacji, od 2005 r. doktor habilitowany, od 2007 r. kierownik Pracowni Malarstwa Ściennego i Witrażu. W latach 2007–2012 był prodziekanem Wydziału Malarstwa. Od 2014 profesor tytularny ASP.
Zajmuje się grafiką projektową, rysunkiem, malarstwem ściennym, witrażem.
Wraz z Rafałem Roskowińskim współzałożył i prowadzi Gdańską Szkołę Muralu.
Dwukrotnie żonaty. Po raz pierwszy ożenił się z Zofią z domu Cybulską (1965–2010), pedagogiem. Powtórnie ożenił się 31 maja 2014 z Justyną z domu Zorn, nauczycielką. Ojciec Antoniego (ur. 1997), Adama (ur. 2015) i Marii (ur. 2019).

## Nagrody
- Nagrody Rektora ASP w Gdańsku II stopnia (za rok 2012)[4]
- Nagroda Miasta Gdańska w Dziedzinie Kultury „Splendor Gedanensis” za realizację odtworzenia fresku „Polskie Niebo” w budynku dawnego Gimnazjum Polskiego w Gdańsku oraz za projekt i realizację statuetki Pomorskiej Nagrody Literackiej „Wiatr od morza” (za rok 2018)[5]
- Nagroda Prezydenta Miasta Gdańska w Dziedzinie Kultury z okazji jubileuszu 30-lecia pracy twórczej (2022)[6]